# Bollenfleisch

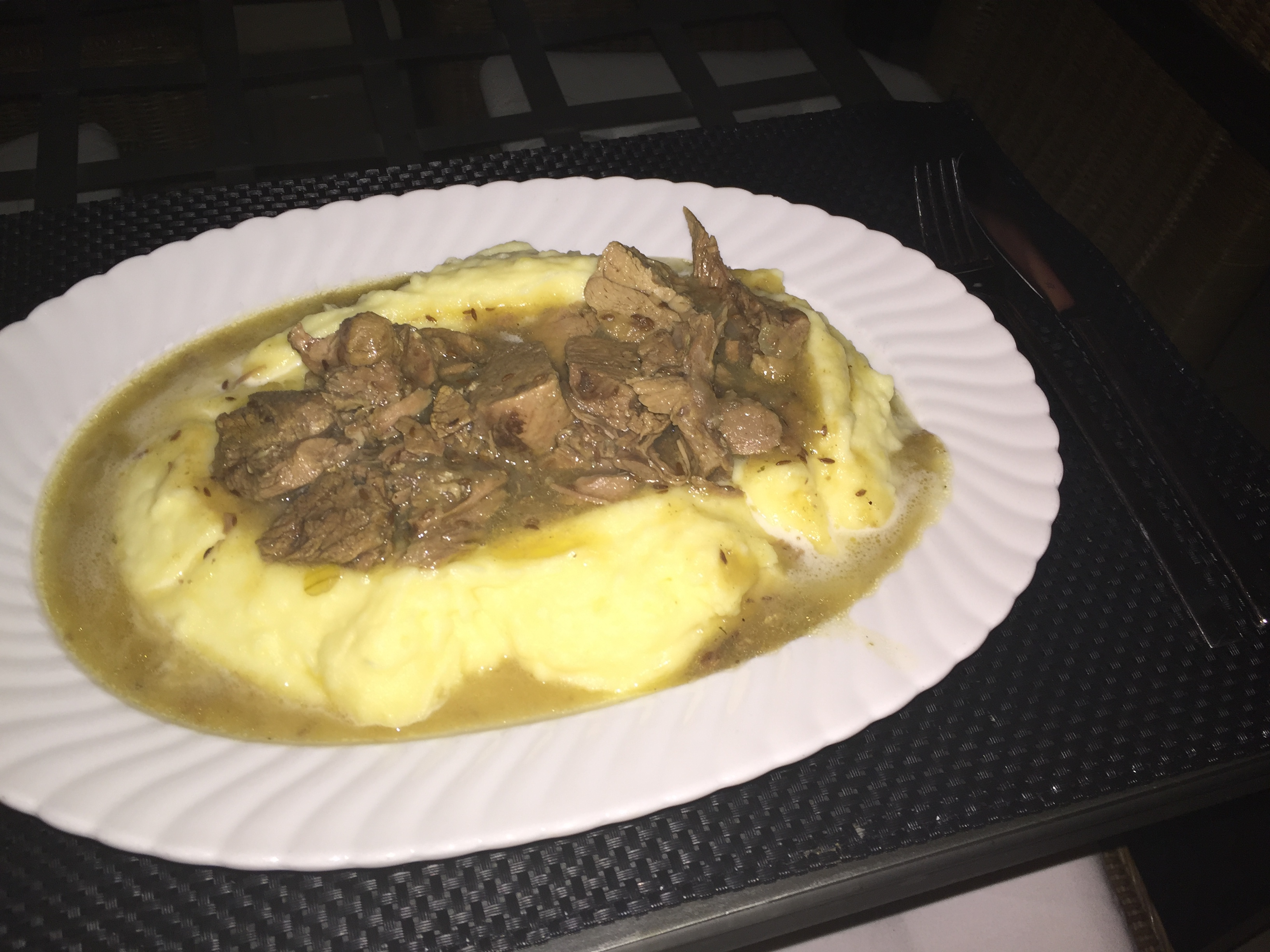

Bollenfleisch (Berlinisch für Zwiebelfleisch) ist ein traditionelles Schmorgericht der Berliner Küche aus Schaffleisch (Lammfleisch) und Zwiebeln.
Zur Zubereitung wird das in mundgerechte Stücke geschnittene Fleisch aus Schulter, Brust, Keule oder Haxen angebraten, dann werden reichlich gewürfelte Zwiebeln dazu gegeben und mit Salz, Pfeffer, Lorbeerblättern und Kümmel gewürzt. Es wird mit nicht zu viel Wasser aufgegossen, das Gericht wird dann so lange köcheln gelassen, bis eine sämige Soße entsteht.
Serviert wird Bollenfleisch mit Salzkartoffeln oder Kartoffelpüree, dazu passen Senfgurken und Rote-Bete-Salat.

## Etymologie
Die Bolle ist Berliner Dialekt für u. a. „Zwiebel“, von Althochdeutsch bolla über Mittelhochdeutsch bolle, „Knolle“; vergleiche Latein cipolla „Zwiebel“.